# Пятая Сирийская война
Пятая Сирийская война — конфликт между Египтом Птолемеев и государством Селевкидов, состоявшим в союзе с Македонским царством Филиппа V. Война длилась с 202 года до н. э. по 195 год до н. э.

## История
После смерти Птолемея IV Филопатора в 204 году до н. э. последовал кровавый междоусобный конфликт за право быть регентом при Птолемее V Епифане. Конфликт начался с убийства министрами Агафоклом и Сосибием супруги и сестры покойного царя Арсинои III. Судьба Сосибия неясна, а Агафокл, похоже, на некоторое время стал регентом, пока не был растерзан толпой горожан в Александрии. После этих событий регентство переходило от одного советника к другому, Египет находился в состоянии, близком к анархии.
Воспользовавшись внутренним конфликтом в Египте, Антиох III заключил в 203 году до н. э. с македонским царём Филиппом V союз с целью завоевания и раздела заморских территорий Птолемеев и в первой половине 202 года до н. э. организовал поход в Келесирию. Антиох III нанёс сокрушительное поражение армии Птолемея около истока реки Иордан и получил контроль над важным портом Сидон. Египет отправляет посольство в Рим, чтобы получить поддержку. В 201 году до н. э. Антиох III занял бо́льшую часть Палестины без особого сопротивления со стороны противника после осады Газы, но не сумел захватить другие прибрежные города. Филипп V завоевал в войне против Аттала I Пергамского и Птолемеев Милет и военно-морскую базу Самос. Пергамцы и родосцы пожаловались в Рим на Филиппа V, в ответ Рим отправил посольство для исследования ситуации в Сирии. В начале 200 года до н. э. египетский полководец Скопас отвоевал почти всю страну, в том числе Иерусалим, но Дамаск взять он не сумел, вернулся. Римские посланцы прибыли к Филиппу V и Антиоху III и потребовали от них воздержаться от вторжения в Египет. Римляне стремились не допустить прекращения поставок зерна из Египта. Поскольку оба царя не планировали вторгаться в Египет, они без особого сопротивления подчинились требованиям Рима. В 199 году до н. э. Скопас после поражения капитулировал и начал отступление, Сидон вернулся к Селевкидам.
К 198 году до н. э. Антиох III завершил покорение Сирии, продолжая набеги на египетские прибрежные крепости в Карии и Киликии. В 197 году до н. э. Антиох III захватил владения Птолемеев в Киликии и Ликии, осенью захватил Ионию и Эфес.
Острые внутренние проблемы вынудили Птолемея V искать быстрое заключение мира даже на самых невыгодных условиях. Националистическое движение египетского населения, начавшееся до войны и расширившееся благодаря поддержке египетских жрецов, порождало беспорядки и бунты по всей стране. Экономические проблемы государства привели к увеличению налогов, что ещё больше способствовало усилению египетского национализма. Для того, чтобы сосредоточиться на решении внутренних вопросов, Птолемей V заключил мирный договор с Антиохом III в 195 году до н. э., уступив Сирию и остальные азиатские владения Селевкидам и согласившись на свадьбу с Клеопатрой I, дочерью Антиоха III.
Кроме того, одним из результатов войны было возникновение зависимости Египта от Рима, которая в дальнейшем всё более усиливалась.